# Vlakopgaande toren
Een vlakopgaande toren is een doorgaans eenvoudige toren met buitenmuren die in een plat vlak liggen. Een dergelijke toren heeft geen inspringende geledingen, geen steunberen en geen in- of uitspringende versieringen. Hooguit kunnen enkele eenvoudige spaarvelden en galmgaten aanwezig zijn.

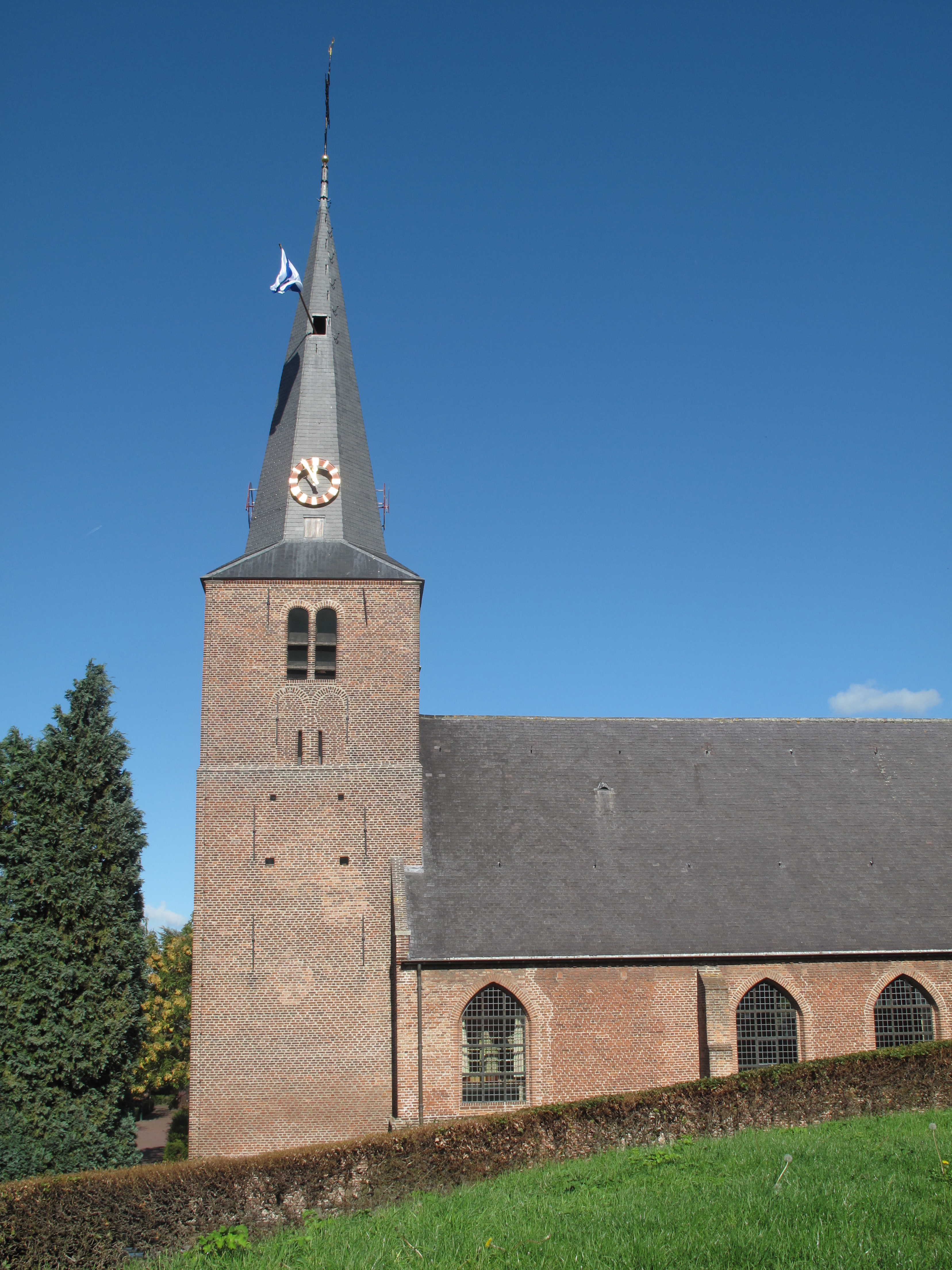
De vlakopgaande toren van de hervormde kerk in Aalburg
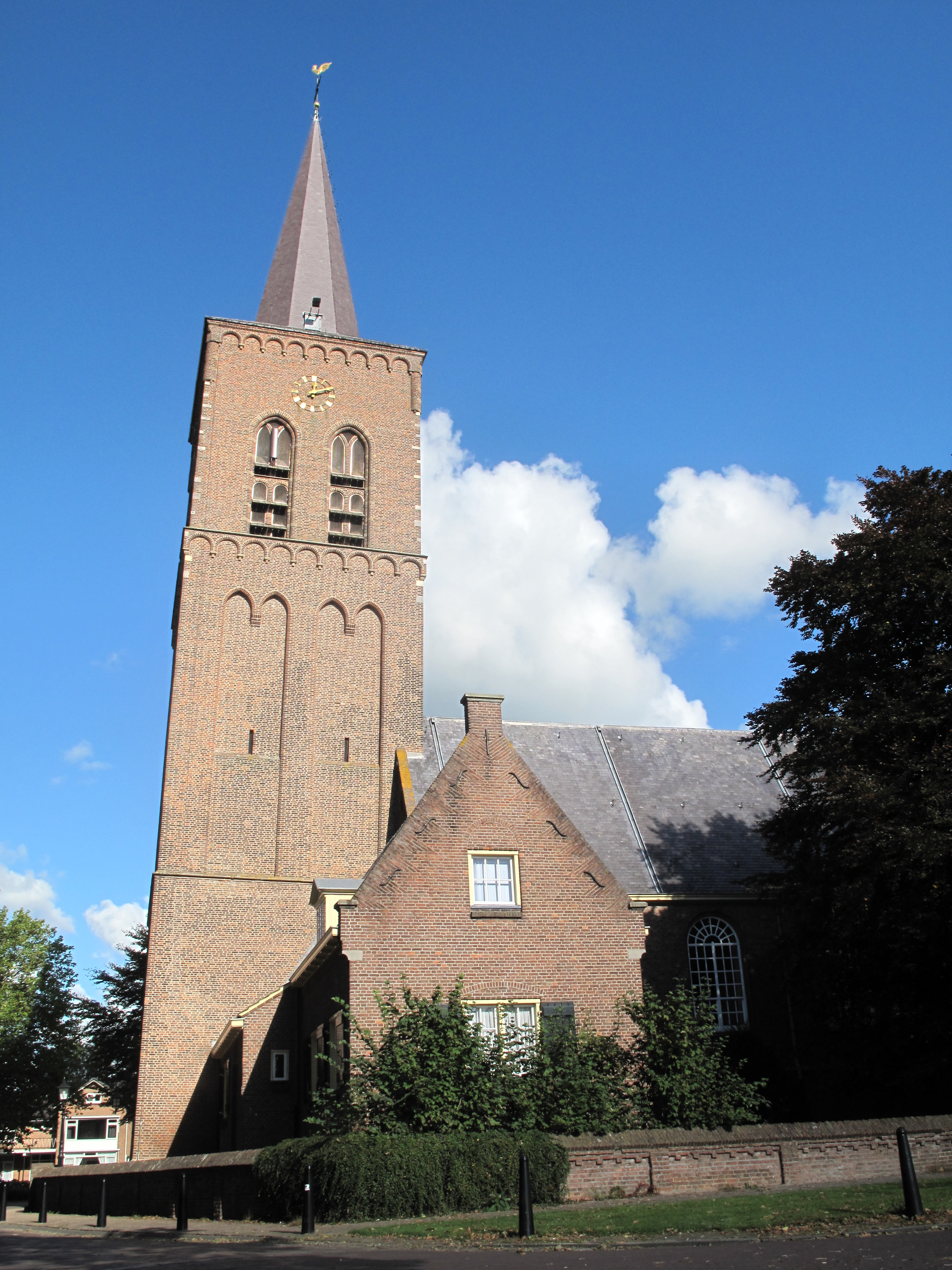
De vlakopgaande toren van de hervormde kerk in Wijk en Aalburg